# Islas Biscoe
Las islas Biscoe son una cadena de islas de la Antártida, adyacente y paralela a la costa occidental de la península Antártica, levemente al norte del círculo polar antártico. Se encuentran al norte de la isla Adelaida, de la cual están separadas por el estrecho Matha. 
Se extienden por unos 130 km en la dirección NE-SO. Fueron nombradas en honor a John Biscoe, líder de la expedición británica que exploró las islas el 17 y 18 de febrero de 1832.

## Islas
Las islas principales, de NE a SO son:
- Isla Renaud, la mayor de las islas, con 618 km² (65°42′S 66°00′O / -65.700, -66.000);
- Isla Lavoisier (llamada isla Serrano por Chile e isla Mitre por Argentina), la segunda en extensión, con 265 km² (66°12′S 66°48′O / -66.200, -66.800);
- Isla Rabot.
- Isla Watkins.
- Islas Pitt (65°26′S 65°30′O / -65.433, -65.500), llamadas islas Avellaneda por Argentina.

## Reclamaciones territoriales
Argentina incluye a las islas Biscoe en el departamento Antártida Argentina dentro de la provincia de Tierra del Fuego, Antártida e Islas del Atlántico Sur; para Chile forman parte de la comuna Antártica de la provincia Antártica Chilena dentro de la Región de Magallanes y de la Antártica Chilena; y para el Reino Unido integran el Territorio Antártico Británico. Las tres reclamaciones están sujetas a los términos del Tratado Antártico.
- Datos: Q866276